# Бемпур
Бемпу́р (перс. بمپور‎) — город на юго-востоке Ирана, в провинции Систан и Белуджистан. Административный центр округа Бемпур, который входит в состав шахрестана Ираншехр. Расположен в 22 км к западу от города Ираншехр и в 330 км к юго-востоку от города Керман, на берегах реки Бемпур, которая впадает в бессточную солончаковую впадину Джаз-Муриан. Город находится на высоте около 510 м над уровнем моря.
Население по данным на 2012 год составляет 10 740 человек; по данным переписи 2006 года оно насчитывало 9073 человека; представлено преимущественно народом белуджи. Проживают также пуштуны.